# 농지

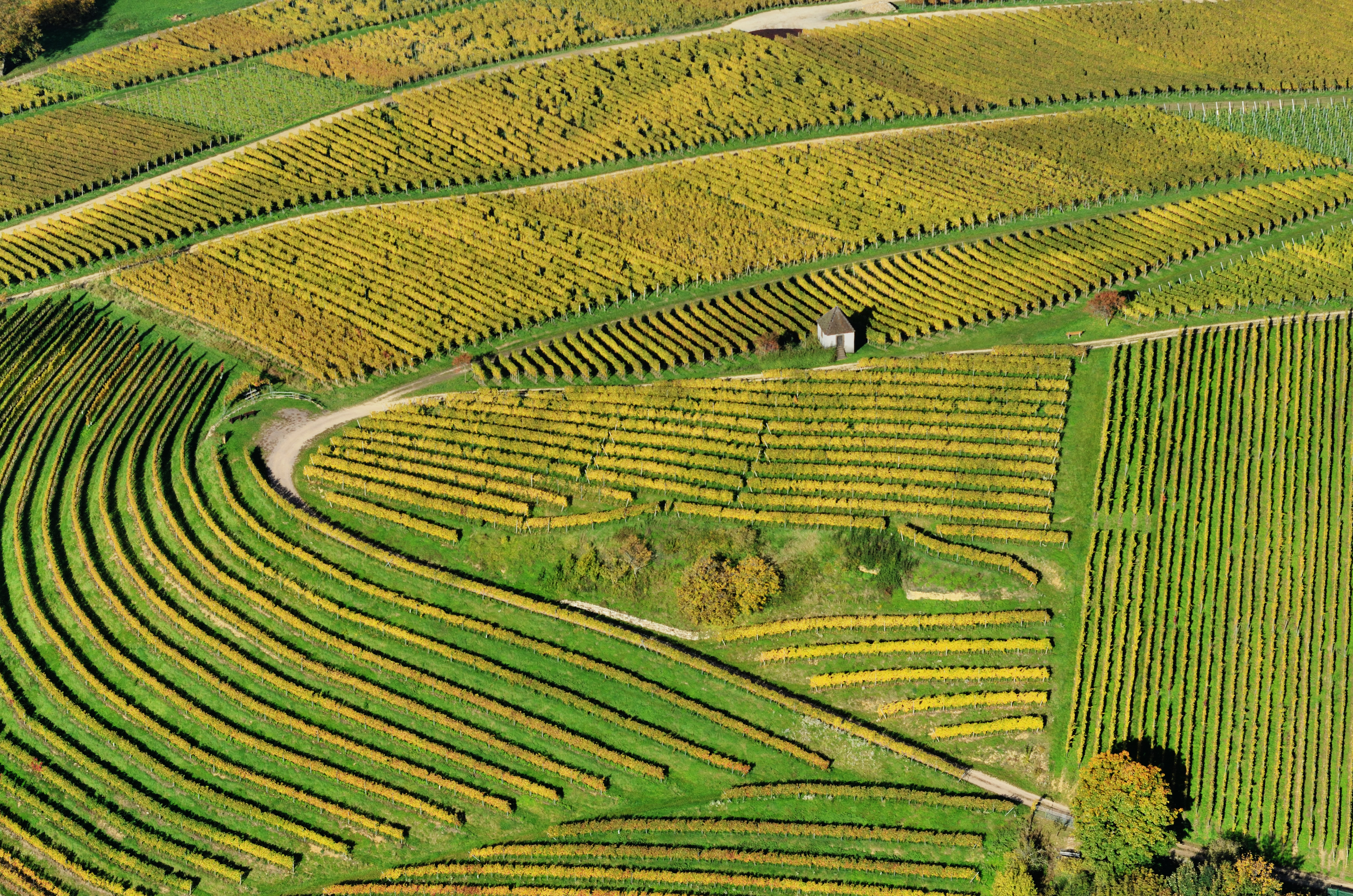
독일의 어느 포도밭.

농지(農地, 영어: arable land, "쟁기질하다"를 뜻하는 라틴어 동사인 "아라레"("arare")에서 유래) 또는 농경지(農耕地)는 농작물을 재배하는 데에 사용되는 땅을 의미하는 농업 용어이다.

농지는 비록 육지와 위상 기하학에 의해 제약을 받지만, 농지의 양이 국지적, 전 세계적인 변동이 일어나는 것은 인간과 관개, 벌채, 사막화, 계단식 밭, 매립지, 도시의 확산과 같은 절정인 요인 때문이다. 연구원들은 이러한 식량 생산의 변화에 관한 영향을 연구한다.
바다의 지질 시대부터 하천 왼쪽에 쌓인 침적물은 농지의 생산력에서 가장 높은 부분을 차지한다. 현대에는 많은 농지가 농업 집약적인 인구가 조밀한 대지의 유지를 필요로 하기 때문에 일반적인 하천의 홍수 조절을 요구한다.

## 지역별 분포
| 지역                         | 잠정적인 농지 총면적 (km2) | 보호률 | 재배율 | 최종적인 농지 총면적 (km2) | 1994년 당시 활용되던 농지 면적 (관개 포함, km2) |
| ---------------------------- | -------------------------- | ------ | ------ | -------------------------- | ----------------------------------------------- |
| 사하라 사막 이남 지역        | 11,194,920                 | 4.3    | 1.9    | 10,500,830                 | 1,576,080                                       |
| 북아프리카·근동              | 500,170                    | 4.0    | 6.4    | 448,150                    | 715,800                                         |
| 북아시아·우랄 산맥 동부 지역 | 2,868,000                  | 1.5    | 2.3    | 2,759,020                  | 1,755,400                                       |
| 아시아·오세아니아            | 8,125,510                  | 4.7    | 3.9    | 7,426,720                  | 4,777,060                                       |
| 중앙아메리카·남아메리카      | 10,480,710                 | 5.3    | 1.2    | 9,799,460                  | 1,433,520                                       |
| 북아메리카                   | 4,639,660                  | 4.9    | 2.1    | 4,314,880                  | 2,332,760                                       |
| 유럽                         | 3,631,200                  | 5.0    | 5.8    | 3,239,030                  | 2,043,220                                       |
| 세계                         | 41,440,170                 | 4.4    | 2.6    | 38,488,090                 | 14,633,840                                      |

자료는 국제 연합 식량 농업 기구가 발행한 1990년도 토지 자원 보고서를 바탕으로 하였다.

## 나일 강
나일강은 정기적으로 내리는 홍수로 인해 둑이 범람하였으며, 둑이 범람한 이후에는 물이 빠지고 풍부한 실트가 생겨났는데, 실트는 농작물에 뛰어난 비료를 공급해 주었으나 토지가 많이 번성하더라도 영양은 빈약했기 때문에 풍요로운 새 실트를 다음 홍수 때까지 맡겨 놓았다. 제방과 같은 홍수 조절 계획은 인간의 쾌적한 삶을 증가하기도 하지만, 농지의 양과 질에 대한 악영향을 주기도 한다.

## 경작이 불가능한 땅

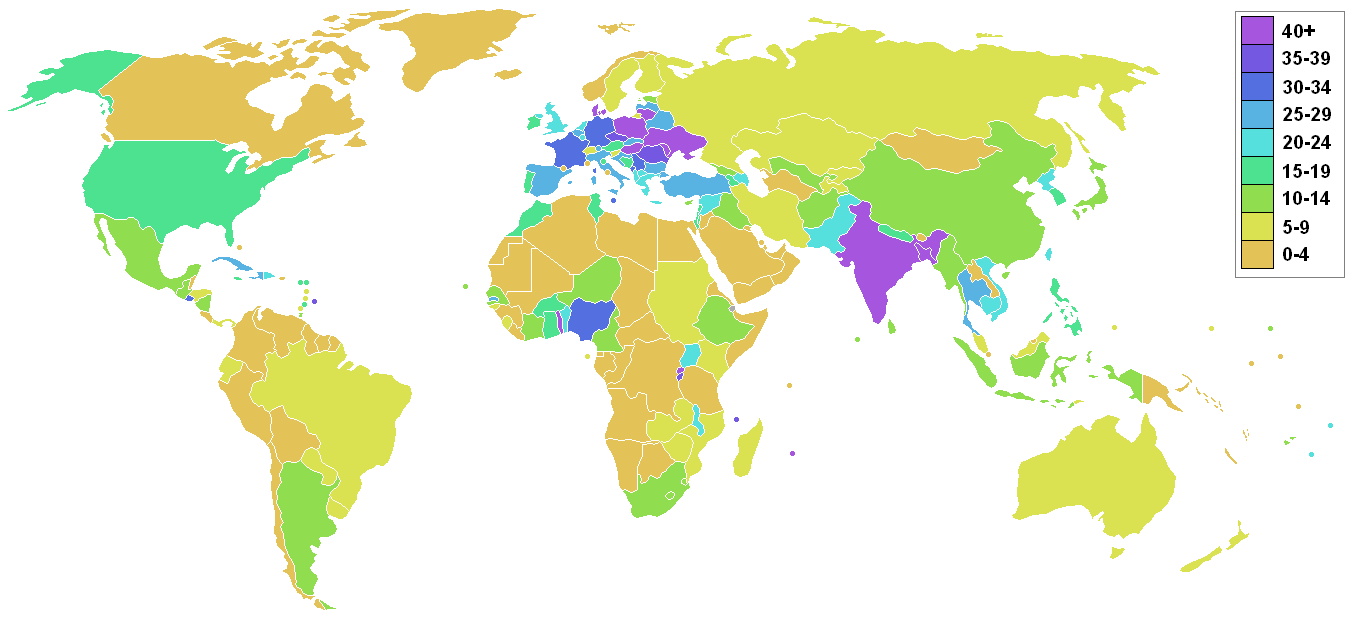
백분율로 표시한 세계의 농지

경작이 불가능한 땅의 경우는 적어도 몇 가지의 이유로 농사를 지을 수 없는 경우가 있는데, 대개 맑은 물의 수원이 없거나 혹은 너무 덥거나 (사막의 경우), 춥거나 (북극의 경우), 바위나 산, 소금기가 너무 많거나 혹은 비나 눈이 많이 내리거나 혹은 심하게 오염되었거나 영양분이 없기 때문에 농사를 지을 수 없는 경우가 있다. 적운으로 인해 식물의 광합성에 필요한 햇빛이 줄어들게 되면 식물의 생산력이 줄어들게 되며, 식물은 빛이 없으면 굶어 죽게 된다. 흔히 기아와 유목은 농경기의 존재를 좁게 만들기도 하며, 경작이 불가능한 땅은 간혹 "불모지", "황무지" 혹은 "사람이 없는 땅"이라고도 부른다.
그러나 경작이 불가능한 땅이 농지로 변하고 있다. 새로운 농지는 더 많은 식량을 통해 기아를 줄인다. 그 이유는 식품의 수입 감소로 인한 나라의 정치적 독립과 자급자족 때문이다. 그 밖에 경작이 불가능한 땅은 농지로 흔히 새로운 관개 수로와 우물, 수로, 담수화 공장, 나무를 그늘에 심는 등 사막을 파는 것을 포함한 수경법, 비료, 질소 비료, 살충제, 물 역삼투 처리 장치, PET 필름 절연 혹은 그 외의 절연은 높은 열과 추위에, 수로와 언덕을 파는 것은 바람에 강해야 하며, 온실은 내부의 빛과 열이 외부의 추위와 많은 구름으로부터 보호해야 한다. 그러나 이러한 과정은 흔히 비용이 극히 많이 든다.
다음은 메마른 황무지가 풍요로운 농지로 변한 사례들이다.
- 아란 제도: 아일랜드의 서부 연안 근처에 위치한 아란 제도는 바위가 너무 많아 경작에 적합하지 않았다. 사람들은 섬을 감싸고 있는 바다로부터 모래와 해조의 얕은 층을 간척하여 이를 농지로 만들었다. 오늘날 이 곳은 농작물이 재배된다.
- 이스라엘: 이스라엘은 주로 사막에 담수화 공장을 건설하고 있는데, 이는 바닷물의 소금기를 제거한 물을 농업이나 마시거나 씻는 데 사용되는 물의 새로운 수원으로 삼는다.
- 화전 농업은 나무의 재에 들어 있는 영양소를 사용하지만, 이는 수년 내에 사라진다.
- 테라프레타: 숯에 의해 생겨난 풍요로운 열대 지방의 토양이다.

다음은 풍요로운 농지가 메마른 황무지로 변한 사례들이다.
- 미국은 대공황으로 인해 농지가 더스트 볼이라고도 부르는 사막으로 변하였다.
- 우림 벌채: 풍부한 열대 우림은 메마른 사막으로 변하기도 한다. 예를 들어 마다가스카르의 중앙 고지대 고원은 사실상 불모지 (마다가스카르 국토의 10퍼센트를 차지함)가 되었는데, 이는 화전 농업의 요소인 숙련된 수많은 원주민들의 이동 경작을 통해 생긴 삼림 벌채로 인한 결과이다.
- 도시의 확산: 미국은 1992년에서 2003년 사이에 8,900 평방미터의 땅이 도시 면적에 편입되었다.
- 매년 농지가 사막화와 침식, 인간의 산업 활동으로 인해 없어지고 있다. 농지의 부적절한 관개로 인해 나트륨, 칼슘, 마그네슘 등의 물질이 지면과 수면을 통해 생기며, 염해 과정이 끊임없이 집중되면 소금기에 강한 농작물의 생산력이 줄어들게 된다.

## 같이 보기
- 토양비옥도